# Jean Baudoin (académicien)
Pour les articles homonymes, voir Baudoin et Jean Baudoin.
Jean Baudoin, né à Pradelles, petite ville située alors en Vivarais (aujourd'hui rattachée à la Haute-Loire) vers 1590 et mort à Paris en 1650, est un traducteur et écrivain français.

## Sa vie et son œuvre
« Après avoir fait divers voyages en sa jeunesse, écrit Paul Pellisson, il passa le reste de sa vie à Paris, avec le destin de la plupart des gens de Lettres ; c'est-à-dire sans y acquérir beaucoup de bien. »
Jean Baudoin est lecteur de la reine Marguerite, puis attaché au maréchal Louis de Marillac. En 1634, il devient l'un des premiers membres de l'Académie française.
Il traduit inlassablement, depuis l'âge de vingt ans jusqu'à sa mort, principalement du latin, de l'italien et de l'espagnol. C'est à lui que l'on doit la première traduction en français de La Jérusalem délivrée. Il est le traducteur de Dell'istoria della sacra Religione, dell'illustrissima milizia di Santo Giovanni Gierosolimitano (Histoire des chevaliers de Saint Jean de Hierusalem) de Giacomo Bosio qu'il reprendra et complètera à la suite de la traduction de l'académicien et ami Pierre de Boissat et la fera réimprimer en 1629.
Il est aussi le premier traducteur en français, publié en 1633 chez Augustin Coubé, des Comentarios reales de los Incas de l'Inca Garcilaso de la Vega sous le titre-fleuve de coutume à l'époque : « L'histoire des Yncas, roys du Peru : contenant leur origine, depuis le premier Ynca Manco Capac, leur establissement, leur idolâtrie, leurs sacrifices, leurs vies, leurs loix, leur gouuernement en paix & en guerre ... : ensemble vne description particuliere des animaux, des fruicts, des mineraux, des plantes, & des singularitez du païs : oeuure curieuse, & tout à faict necessaire à l'intelligence de l'Histoire des Indes ».
Jean Baudoin traduisit en 1619 les Essais (1597) de Bacon, sur une traduction italienne, il est vrai. Du même Bacon, il traduit la Sagesse (1609) en 1626 ; entre 1624 et 1625 il s'attaque à l'Arcadie (1578-1580) de Sidney, qui sera le premier texte anglais à être imité en France, d'abord par Jean Galant qui en tirera sa tragédie Phalante (1605), source elle-même de la tragédie de La Calprenède du même titre (1641), soit directement, soit à travers la tragédie de Mairet, Chryséide et Arimand, jouée en 1610. En 1643 Baudoin traduisit en français Il Cretideo de Manzini.
Selon ses contemporains, sa plus belle réussite est celle de l’Histoire des guerres civiles de France, d'Enrico Caterino Davila, parue en 1644.
Pellisson a dit de lui : « Il fit un voyage exprès en Angleterre, par ordre de la Reine Marie de Médicis, pour traduire l’Arcadie de la Comtesse de Pembrok, et fut aidé dans ce travail, à ce qu'on dit, par une Demoiselle Françoise, qui étoit depuis long-temps en ce pays-là, & qu'il épousa depuis. Dans tous ses ouvrages son style est naturel, facile, & françois. »

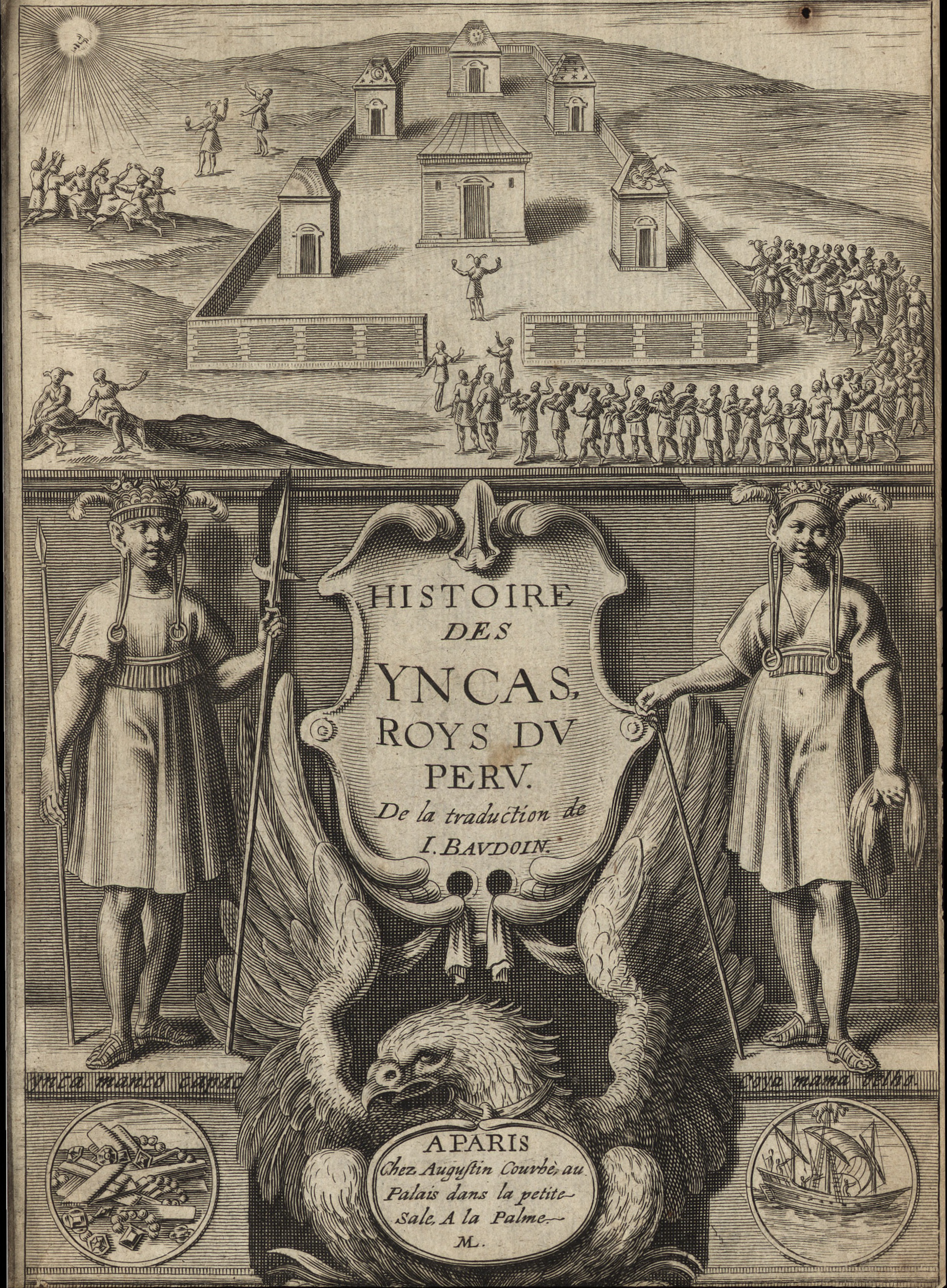
Portraits de Manco Cápac et de Mama Ocllo Coya au frontispice de la première édition en français chez Augustin Courbé (Paris, 1633) des Commentaires Royaux de Garcilaso de la Vega, sous le titre : "Histoire des Incas, rois du Pérou" (traduction : Jean Baudoin).

Souffrant de la goutte, mais toujours besogneux, il meurt de faim et de froid, à Paris, en 1650.

## Ouvrages
Traductions
- Du latin de Dion Cassius : L'Histoire de Dion Cassius de Nycaee, contenant les vies des vingt-six empereurs qui ont régné depuis Jules Cæsar jusques à Alexandre, fils de Mammaee (1610)
- Du latin de Tacite : Les Œuvres de Cornelius Tacitus et de Velleius Paterculus (2 volumes, 1610)
- Du latin de Suétone : De la Vie des douze Césars (1611)
- De l'italien de Lorenzo Selva : La Métamorphose du vertueux, livre plein de moralité (1611)
- De l'espagnol d'Ángel Manrique : Le Laurier de l'Évangile, ou Sermons pleins de conceptions sur les principaux passages de l'Évangile, adressez à tous prédicateurs, ensemble treize discours sur les huict béatitudes (1612)
- De l'espagnol de Pedro de Oña : La Lice chrestienne, ou l'Amphithéâtre de la vie et de la mort (1612)
- Du grec de Lucien de Samosate : Les Œuvres (1613)
- Du latin de Salluste : Les Œuvres (1616)
- De l'italien de Giulio Mazarini : Practique pour bien prescher (1618)
- Du latin de Tacite : Les Œuvres, avec des Discours politiques tirez des principales maximes de l'autheur (1618-19)
- Du latin de Francis Bacon : Les Essays politiques et moraux de messire François Bacon (1619)
- Du latin de Francis Bacon : La Sagesse mystérieuse des anciens, ombragée du voile des fables (1619)
- De l'espagnol de Diego Agreda y Vargas : Nouvelles morales, en suite de celles de Cervantès (1621)
- De l'anglais de Philip Sidney : L'Arcadie de la comtesse de Pembrok (3 volumes, 1624-25)
- De l'italien de Le Tasse : Hiérusalem deslivrée, poème héroïque de Torquato Tasso (1626)
- De l'espagnol de Christoval de Avendaño : Sermons pour les festes les plus solemnelles des saincts (1628)
- Du latin d'Abel-Louis de Sainte-Marthe : Histoire de la rébellion des Rochelois, et de leur reduction à l'obeyssance du Roy (1629)
- De l'italien de Giacomo Bosio : Histoire des chevaliers de l'Ordre de S. Jean de Hierusalem (1629)
- De l'italien d'Ottavio Finelli : Histoire nègrepontique, contenant la vie et les amours d'Alexandre Castriot, et d'Olympe la belle Grecque (1631)
- De l'italien de Le Tasse : L'Esprit, ou l'Ambassadeur, le Secrétaire et le Père de famille, traittez excellens de Torquato Tasso (1632)
- De l'italien de Le Tasse : Les Morales de Torquato Tasso, où il est traitté : de la Cour, de l'Oisiveté, de la Vertu des dames illustres, de la Vertu héroyque, du Mariage, de la Jalousie, de l'Amour, de l'Amitié, de la Compassion et de la Paix (1632)
- De l'italien de Le Tasse : De la Noblesse, dialogue de Torquato Tasso, où il est exactement traitté de toutes les prééminences, et des principales marques d'honneur des souverains et des gentilshommes (1633)
- De l'espagnol de Garcilaso de la Vega : Le Commentaire royal, ou l'histoire des Incas roys du Peru, escritte en langue peruvienne (2 volumes, 1633)
- Du grec d'Achille Tatius : Les Amours de Clytophon et de Leucippe (1635)
- De l'italien de Cesare Ripa : Iconologie, ou Explication nouvelle de plusieurs images, emblèmes et autres figures hiéroglyphiques des vertus, des vices, des arts, des sciences et des passions humaines (1637)
- De l'espagnol : Lindamire, histoire indienne (1638)
- Du latin de Daniel de Priézac : Défence des droits et prérogatives des roys de France, contre Alexandre-Patrice Armacan, théologien (1639)
- Du latin de Guillaume de Saint-Denis : Le ministre fidelle, représenté sous Louis VI en la personne de Suger, tiré du manuscrit latin de F. Guillaume. avecque des lettres historiques du pape Eugène III, du roy Louis VII et de quelques autres princes et prélats (1640)
- Du latin de Francis Bacon : L'Artisan de la fortune, ensemble les Antithèses des choses, les Sophismes, et les Charactères de l'esprit (1640)
- De l'italien de Giovanni Battista Manzini : Le Cretidee (1643)
- De l'italien d'Enrico Caterino Davila : Histoire des guerres civiles de France, contenant tout ce qui s'est passé de mémorable en France jusqu'à la paix de Vervins, depuis le règne de François II (2 volumes, 1644)
- Du latin de Francis Bacon : Les Aphorismes du droit (1646)
- Du latin de Francis Bacon : Histoire de la vie et de la mort (1647)
- De l'anglais de Francis Godwin : L'homme dans la lune, ou Le voyage chimérique fait au monde de la lune nouvellement découvert (1648). Lire en ligne
- Du latin de Francis Bacon : Histoire des Vents, où il est traité de leurs causes et leurs effets (1649)
- De l'espagnol de Garcilaso de la Vega : Histoire des guerres civiles des Espagnols dans les Indes, causées par les soûlevemens des Picarres et des Almagres, suivis de plusieurs desolations à peine croyables arrivées au Peru par l'ambition et par l'avarice des conquérans de ce grand empire (1650)
- Du latin de Juste Lipse : Le Prince parfait et ses qualitez les plus éminentes, avec des conseils et des exemples moraux et politiques tirez des œuvres de Juste-Lipse et des plus célèbres autheurs anciens et modernes (1650)
- De l'italien d'Ippolito d'Este : Négociations ou lettres d'affaires ecclésiastiques et politiques écrites au pape Pie IV et au cardinal Borromée, depuis canonizé saint, par Hippolyte d'Est, cardinal de Ferrare, légat en France au commencement des guerres civiles (1650)
- Du latin de Vincent de Lérins : Deux Avertissements pour défendre l'ancienne doctrine de la foy catholique contre les prophanes nouveautez de toutes sortes d'hérésies (1651)

Divers
- Les Larmes d'Héraclite (1609)
- Les Avantures de la Cour de Perse, divisées en sept journées : où sous des noms étrangers sont racontées plusieurs histoires d'amour et de guerre arrivées de notre temps (1629)
- Recueil d'emblèmes divers (2 volumes, 1638-39)
- Les Saintes Métamorphoses, ou les Changemens miraculeux de quelques grands saints, tirez de leurs vies (1644)
- Les Pénitentes illustres, avec des avis aux Dames de toutes conditions (1647)
- Tableaux des sciences et des vertus morales (1679)